# Ладиженський Олександр Васильович
Олекса́ндр Васи́льович Лади́женський (16 квітня 1978 — 11 липня 2014) — старшина 79-ї окремої аеромобільної бригади Збройних сил України, учасник російсько-української війни на Сході України.

## Життєпис
Народився 16 квітня 1978 року в селі Олексіївка Котовського (нині — Подільського) району Одеської області. Згодом родина переїхала до села Криве Озеро Друге Кривоозерського району Миколаївської області. Закінчив загальноосвітню школу № 2 села Криве Озеро Друге.
Проходив строкову військову службу в лавах Збройних Сил України.
Станом на 2014 рік служив за контрактом в 79-й окремій аеромобільній бригаді (військова частина А0224, місто Миколаїв).
З весни 2014 року брав участь в антитерористичній операції на сході України.
Загинув внаслідок обстрілу, вчиненого бойовиками з установки «Град» близько 4:30 ранку 11 липня 2014-го, українського блокпоста біля Зеленопілля.
Похований на кладовищі села Криве Озеро Друге Кривоозерського району. Залишились дружина, донька та син.

## Нагороди
- 8 вересня 2014 року — за особисту мужність і героїзм, виявлені у захисті державного суверенітету та територіальної цілісності України, вірність військовій присязі під час російсько-української війни, відзначений — нагороджений орденом «За мужність» III ступеня (посмертно).
- 17 жовтня 2014 року в селі Криве Озеро Друге на фасаді будівлі загальноосвітню школу № 2 (вулиця Горького, 365), де навчався Олександр Ладиженський, йому відкрито меморіальну дошку.
- 11 листопада 2016 року в селищі міського типу Криве Озеро, біля будівлі загальноосвітньої школи № 2, відкрито пам'ятник «Захисникам територіальної цілісності та незалежності України», серед яких ім'я Олександра Ладиженського.